# Chiesa di San Nicolò (Pontremoli)
La chiesa di San Nicolò è un luogo di culto cattolico situato in via Garibaldi a Pontremoli, in provincia di Massa-Carrara. La chiesa è sede dell'omonima parrocchia del vicariato di Pontremoli della diocesi di Massa Carrara-Pontremoli.

## Storia e descrizione
In origine dipendenza dell'abbazia di San Caprasio di Aulla, la chiesa era inizialmente dedicata a sant'Alessandro di Fiesole e fu la prima parrocchiale di Pontremoli. Tracce dell'edificio medievale sono visibili all'esterno nonostante le pesanti ristrutturazioni seicentesche.
Il portale bronzeo, datato 1966, raffigura episodi della storia cittadina. All'interno, sull'altare maggiore, si conserva il "Cristo Nero", un crocifisso che secondo la tradizione fu donato da un misterioso pellegrino che affrontava la via Francigena. Inoltre vi si conserva una statua lignea della Madonna del Carmine, seicentesca, già nel soppresso convento carmelitano fuori Porta Parma. Tra i dipinti spicca il Transito di san Francesco Saverio di Giuseppe Bottani. Sulla cantoria in controfacciata vi è l'organo a canne, costruito da Giovanni Battista Cavalletti nel 1782 (opus 47).

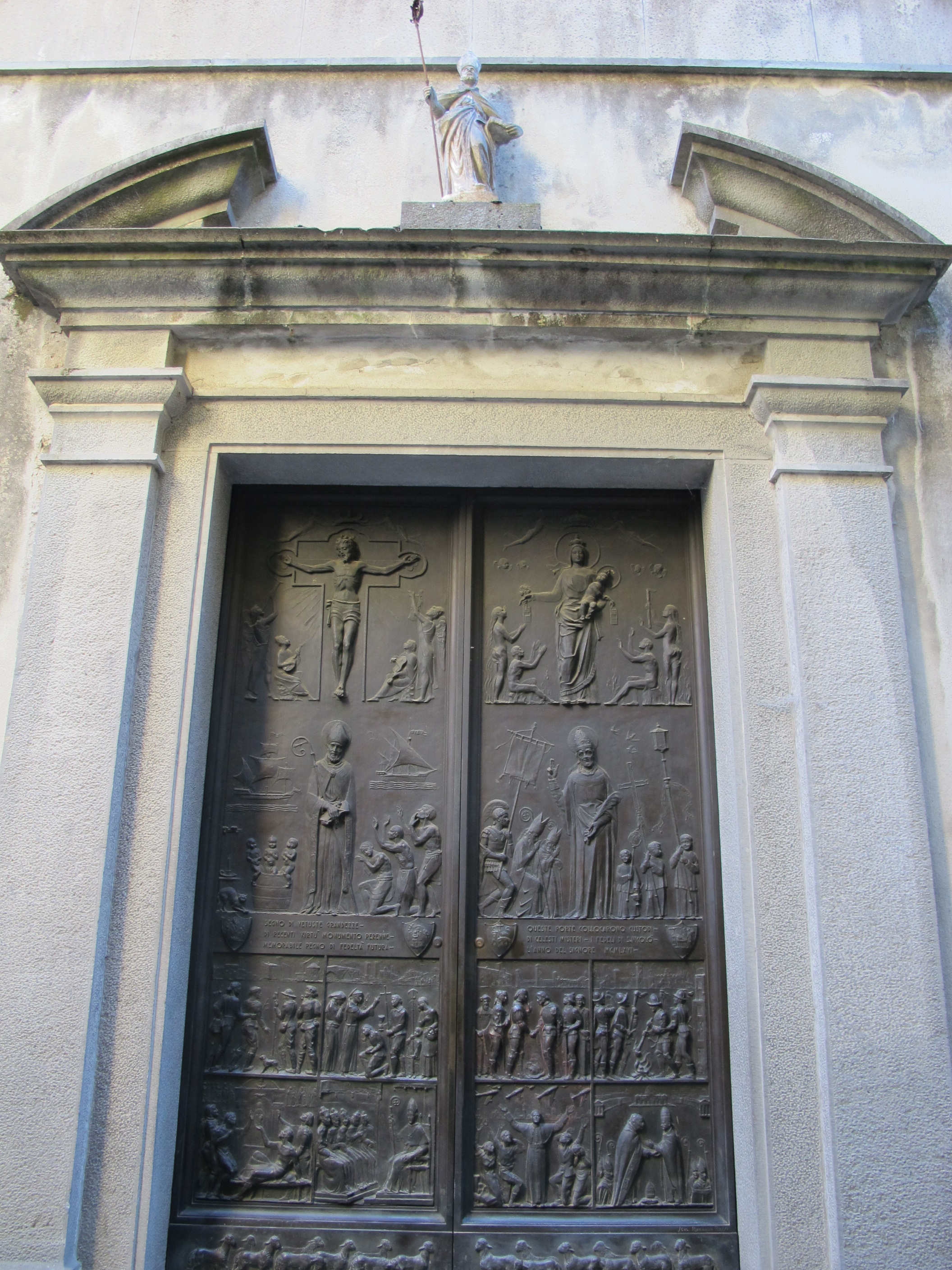
Il portale
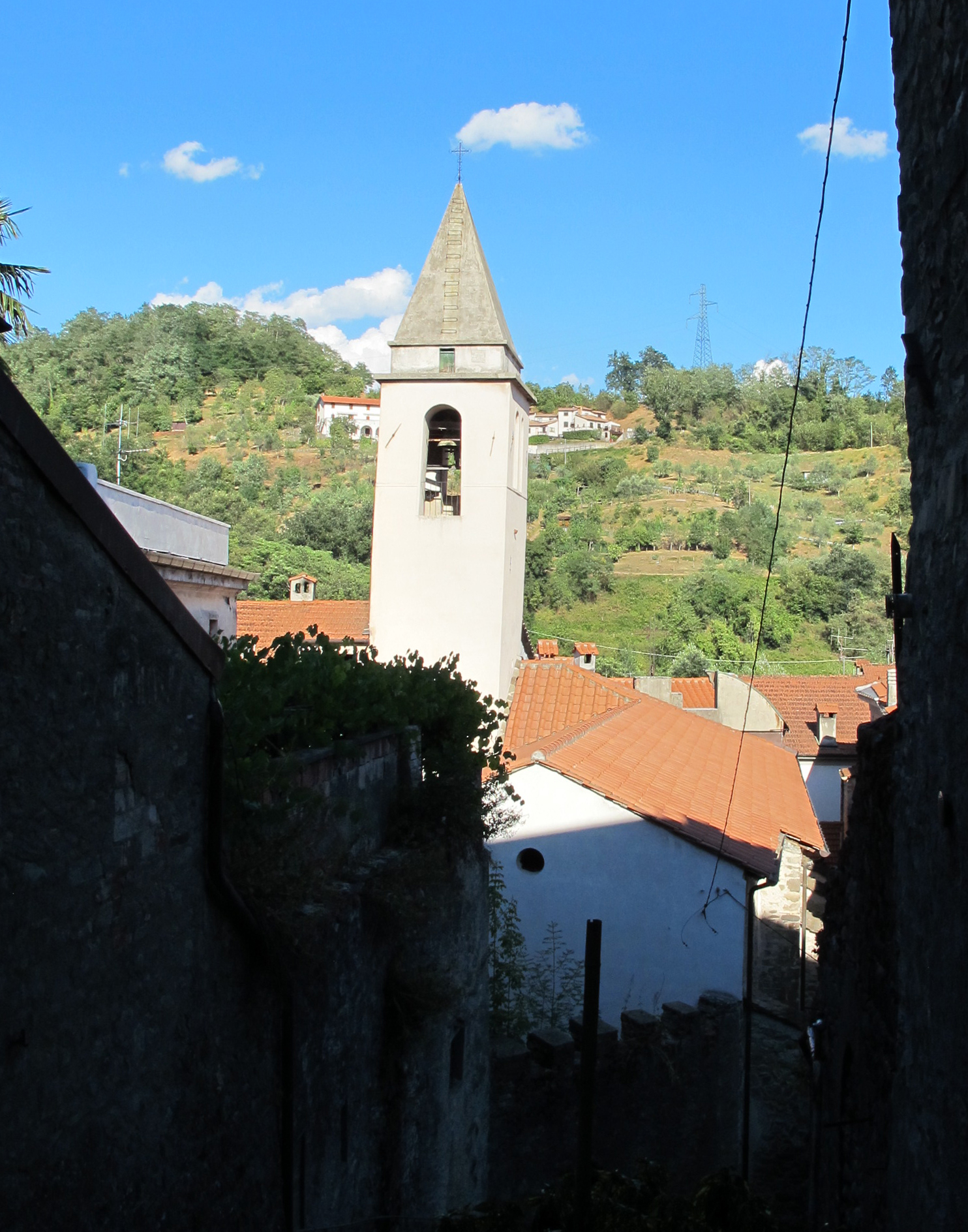
Il campanile
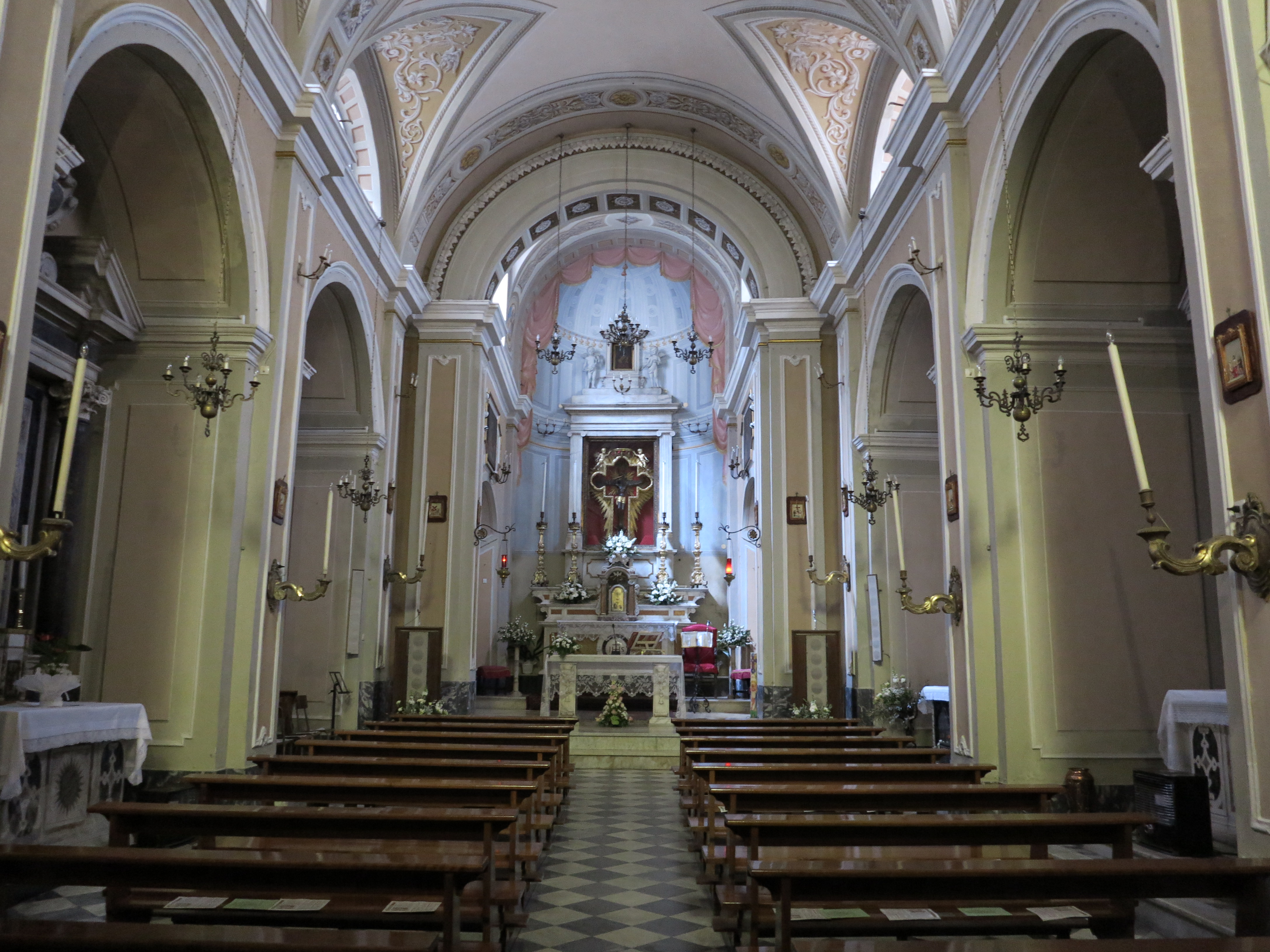
Interno
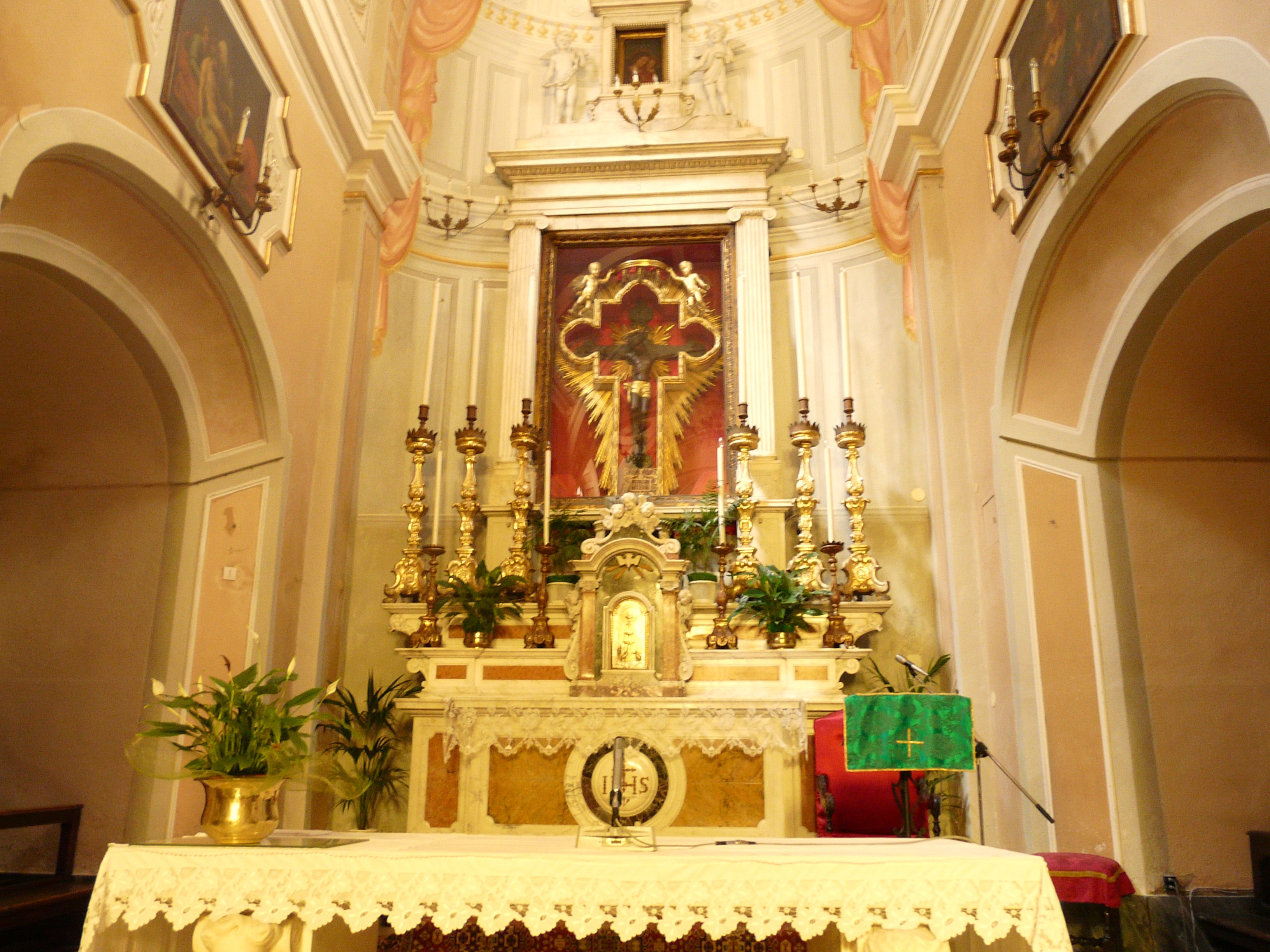
Altare maggiore